# Gliese 48
 Gliese 48 är en röd  stjärna i huvudserien i stjärnbilden Cassiopeja..
Stjärnan är en misstänkt variabel  som har visuell magnitud 10,00 och varierar med en amplitud av 0,03 magnituder. Den kräver teleskop eller en bra kikare för att kunna observeras.